# Corus 86
Corus 86 ist ein Braunschweiger Graffiti-Künstler und Untergrund-Rapper, der bei dem Independent-Label Reckless Records unter Vertrag steht. In seinen Texten geht es häufig um Gewalt, Fitness, Graffiti, Frauen und Kneipengänge.

## Biografie

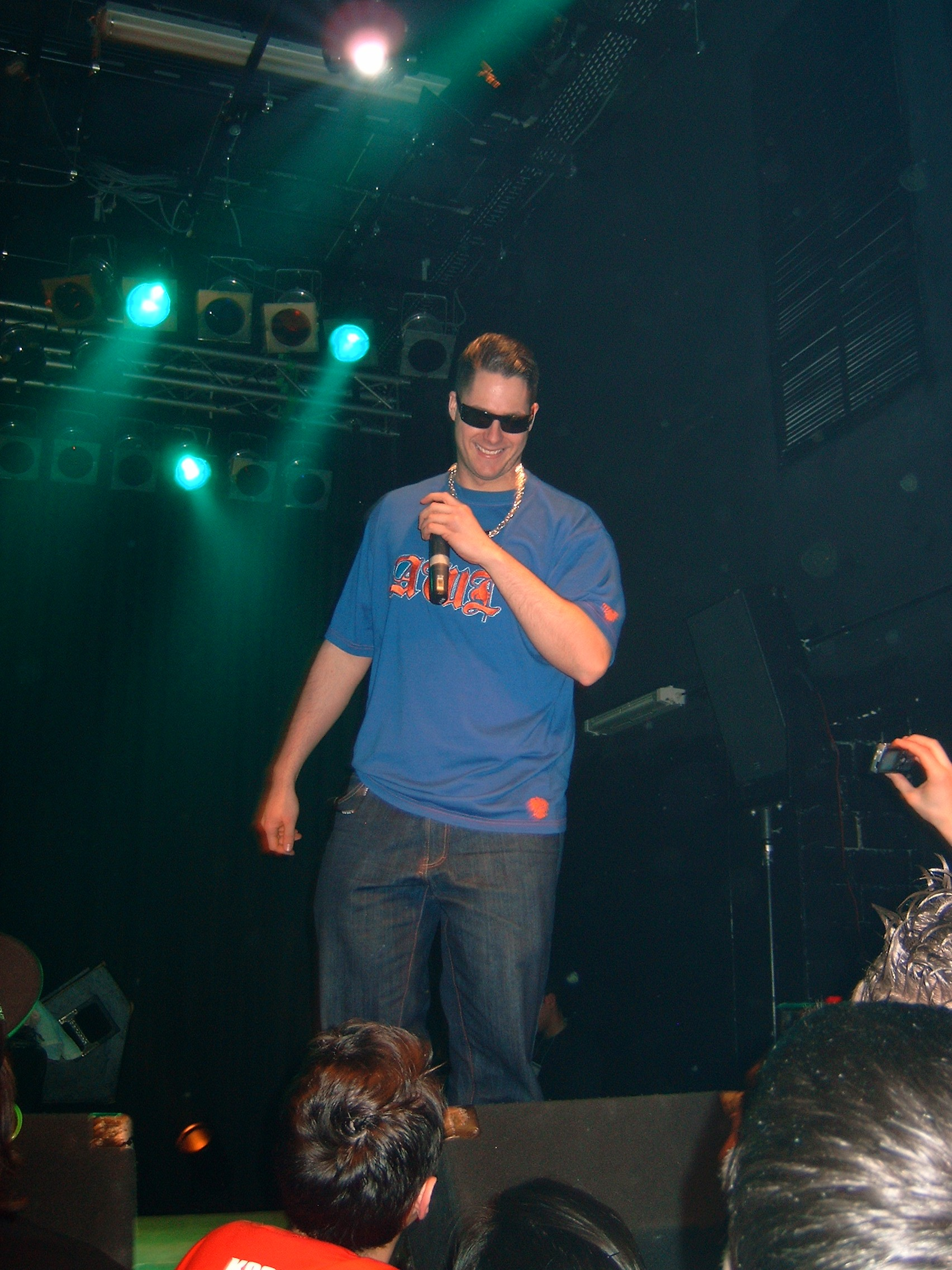
Corus 86 im April 2008 im Werkhof in Hagen

Corus 86 startete 1992 seine ersten Rap-Versuche mit einem Diktiergerät während seiner Schulzeit. Zur gleichen Zeit trat er auch erstmals als Graffiti-Sprayer in Erscheinung. Er fühlte sich vom Underground angezogen. 1994 wurde er Mitglied der Straßen-Gang PBS. Diese Gang sorgte regelmäßig für Krawalle. Später gründete er, zusammen mit den PBS-Gang-Mitgliedern Si-Roc und Mitte 98, die Rapper-Crew „Rap-Force“, mit der es zu den ersten offiziellen Auftritten kam. Bald lernten sie die Bielefelder Untergrundsoldaten (NTV und Aci Krank) kennen, mit denen sie zusammenarbeiteten und auf Tour gingen. 1999 produzierten Corus 86 und Si-Roc das Album Pump 2 Proll in einem eigenen Studio. Offiziell wurden nur 200 CDs gepresst, weshalb dieses Album als Rarität und Sammlerstück anzusehen ist. Durch juristische und finanzielle Probleme konnte die 2004 produzierte EP „Silber, Schwarz und Analog“ nicht veröffentlicht werden. 2005 kam es erneut zur Zusammenarbeit mit Aci Krank in den Harlem-City-Studios. Auf dem von Aci Krank produzierten Sampler Untergrund-Klassika Teil 1 wurde eine neue Version des Songs Graffiti in the City veröffentlicht.
Mitte des Jahres 2005 lernte Corus 86 DJ Reckless und DJ Manny Marc kennen. Dadurch kam es zur Zusammenarbeit auf deren Album Hip Hop ist tot. Manny Marc und Reckless waren von der Zusammenarbeit begeistert und sahen weitere Zusammenarbeit mit Corus 86 als unausweichlich. Reckless gründete schließlich 2006 sein eigenes Label Reckless Records, woraufhin Corus 86 sofort unter Vertrag genommen wurde. Bekanntheit erlangte er durch das Album Deutschland ist Weltmeister, welches zur Zeit der Fußball-Weltmeisterschaft 2006 veröffentlicht wurde. Von Anfang Oktober bis Ende November 2007 begleitete Corus 86 den Rapper Frauenarzt, bei dessen Brennt den Club ab-Tour.

## Diskografie
Alben
- 1999: Pump 2 Proll
- 2006: Deutschland ist Weltmeister (mit DJ Manny Marc und DJ Reckless)
- 2006: Muskeln, Gold, Bass & Bier
- 2007: Pump 2 Proll - Gold Premium Edition
- 2007: Sexurlaub (mit DJ Manny Marc und DJ Reckless)
- 2011: Original Ghettoblaster
- 2017: Randale im Kiez (EP)
- 2018: C zu dem O